# Waki' ibn al-Dscharrah
Abū Sufyān Wakīʿ ibn al-Dscharrāḥ ibn Malīḥ al-Ruʾāsī al-Kufī (arabisch أبو سفيان وكيع بن الجراح بن مليح الرؤاسي الكوفي, geb. 746 in Kufa, gest. 821 in Faid), in der Literatur überwiegend Wakī' genannt, war ein bedeutender Hadith-Gelehrter aus Kufa. Er war einer der wichtigsten Lehrer des großen sunnitischen Rechtsgelehrten Ahmad ibn Hanbal.

## Herkunft
Wakīʿ wurde in Kufa oder im Dorf Ustuwa nahe Nishapur im Jahr 128/129 AH (745–747 n. Chr.) geboren. Sein Vater al-Ǧarrāḥ b. Māliḥ gehörte zum ʿUbayd b. Ruʾās-Clan des Banū Kilāb-Stammes und wurde in Sogdien geboren, während seine Mutter, eine Tochter von ʿAmra b. Šaddād b. Ṯawr aus demselben Clan, in Buḫārā (heute: Buxoro) geboren wurde. Die ʿUbayd ibn Ruʾās hatten sich nach der islamischen Eroberung des Irak in den 630er Jahren in Kufa niedergelassen. Die Familie war wohlhabend und al-Ǧarrāḥ war der Aufseher des bayt al-ḍarb (Münzstätte) in Rayy, bevor er unter dem abbasidischen Kalifen Hārūn ar-Raschīd (reg. 786–809) zum Leiter des bayt al-māl (Schatzamt) in Bagdad ernannt wurde.

## Karriere
Ausgebildet in den islamischen Wissenschaftsdisziplinen, insbesondere im Hadith wurde Wakīʿ ein führender Traditionarier (muḥaddith) in seiner Heimatstadt, bekannt für die Überlieferung zahlreicher Hadithe basierend auf seinen Memorierungen Trotz der ihm zugeschriebenen Übertragungsfehler galt er allgemein als der beste muḥaddith seiner Zeit. Über Wakīʿ und Ibn Mahdī soll Ibn Ḥanbal gesagt haben: "Wann immer Wakīʿ und ʿAbd al-Raḥmān uneins waren, war ʿAbd al-Raḥmān der zuverlässigere, weil er über mehr Wissen über das Buch verfügte." Ibn Hanbal entwickelte sich später vom Schüler zum Lehrer. Qutayba b. Saʿīd berichtete, dass Wakīʿ eines Tages am Abend nach Hause zurückkehrte und Ibn Ḥanbal ihn begleitete. An der Tür von Wakīʿs Haus blieb Ibn Ḥanbal bei ihm stehen, und sie führten eine Diskussion (mudhākara) über abwechselnde Isnāde. Als die Nacht hereinbrach, öffente Wakīʿ die Haustür, bot jedoch Ibn Ḥanbal an, einen Isnād zu erklären, den dieser (aber) bereits kannte. Dann erwähnte er einen weiteren Isnād, den Ibn Ḥanbal ebenfalls kannte. Nach mehreren Versuchen, seinem Schüler etwas Neues beizubringen, wurden die Rollen umgekehrt, und Ibn Ḥanbal begann, Wakīʿ zu lehren. Sie standen an der Tür, bis ein Diener erschien und sagte, dass die Sterne aufgegangen seien.
Seine Ablehnung der Ernennung zum Qāḍī durch Hārūn ar-Raschīd aus Sorge vor Abhängigkeit vom Staat trug weiter zu seinem Ruf der Frömmigkeit und Askese bei. Ibn Haǧar al-Asqalānī hat in seiner Gelehrtenbiographie Tahdhīb al-Tahdhīb eine lange Liste seiner Lehrer und Schüler zusammengestellt. Er überlieferte Ḥadīṯe nach Autoritäten der früheren Gelehrten Ismāʿīl ibn Abī Ḫālid, ʿIkrīma ibn ʿAmmār, al-Awzāʿī, al-Aʿmash und Mālik ibn Anas sowie nach seinem Vater. Adh-Dhahabī hat in seinem Siyar aʿlāmi n-nubalāʾ die Namen von rund zwanzig seiner Lehrer aufgelistet, von denen die bekanntesten Sufyān al-Thawrī, Shuʿba ibn al-Ḥajjāj und Ibn Jurayj waren. Die Namensliste seiner Lehrer und Schüler umfasst bei al-Mizzī acht Druckseiten. Er war einer der wichtigsten Lehrer von Aḥmad ibn Ḥanbal, dem Gründer und Namensgeber der hanbalitischen Rechtsschule des sunnitischen Islam (fiqh).
Wie sein um Jahre jüngerer Kollege und Begleiter Ibn Ḥanbal war Wakīʿ selbst als Gegner der Lehre der Erschaffenheit des Korans bekannt und begründete seine theologische Position mit den Worten: derjenige, der behauptet, der Koran ist erschaffen, dann behauptet er, der Koran sei erfunden (muḥdaṯ). Und derjenige, der das behauptet, ist ein Ungläubiger.
Zugleich verstand er auch, die Stellung des Ḥadīth als grundlegende Quelle der Rechtsprechung zu festigen: Wer die Tradition sucht (ṭalaba l-ḥadīṯ), der ist Anhänger der Sunna (ṣāḥib as-sunna). Derjenige (aber), der dadurch nur seine eigene, subjektive Meinung (Raʾy) festigen will, ist ein Anhänger der Bidʿa.
al-Wakīʿ ist auch als Anhänger der Rechtsschule der Hanafiten in Kufa bekannt. Er ließ in Kufa eine Moschee bauen und setzte seinen Stammesangehörigen, Ḥumayd ibn ʿAbd al-Raḥmān ibn Ḥumayd al-Ruʾaisī, als ihren Imam ein. Wāqiʿ ibn al-Jarrah wird in der Schrift al-Jawāhir als Schüler von Abū Ḥanīfa genannt. Es heißt, er habe Rechtsgutachten (Fatwās) gemäß den Rechtsmeinungen von Abū Ḥanīfa erlassen.
Allerdings wird Wāqiʿ in nicht-hanafitischen Quellen anders dargestellt. So soll er den syrischen Ḥanafi-Gelehrten Yahya b. Ṣāliḥ al-Wuhāzī davor gewarnt haben, persönliche Rechtsmeinungen (raʾy) als Grundlage für Rechtsurteile zu nutzen. Stattdessen wird er als hoch angesehener Überlieferer beschrieben, der enge Beziehungen zu anderen führenden Überlieferern hatte. Nach dem Tod von Sufyān al-Thawrī soll er dessen Stellung eingenommen haben. Zudem wird berichtet, dass Wāqiʿ ibn al-Jarrah, ähnlich wie Sharik b. ʿAbdallāh, die Muʿtazila ablehnte. Wāqiʿ erscheint als Verteidiger von Abū Ḥanīfa gegen einen Mann, der den Letzteren beschuldigt, sich geirrt zu haben (akhtaʾa). „Wie könnte Abū Ḥanīfa sich geirrt haben“, fragt Wāqiʿ, „wenn unter seinen Gefährten Experten im qiyās wie Abū Yūsuf und Zufar, Experten in ḥadīth wie Yahya b. Abī Zā'ida, Ḥafs b. Ghiyāth, Ḥibbān und Mindil, ein Experte der arabischen Sprache wie al-Qāsim b. Maʿn und Männer von so asketischem und frommem Charakter wie Dā'ūd al-Ṭā'ī und Fudayl b. ʿIyāḍ waren? Gefährten (julāsā') von solchem Rang“, so weiter, „hätten sicherlich einen Mann abgelehnt (radd), der sich geirrt hätte.“
Nach der Aufzählung seiner gottgefälligen Eigenschaften als Vorbilder seiner Zeit, die ad-Dhahabī mit der Frage abschließt "wo gibt es einen wie ihn?", setzt der Gelehrtenbiograph seine Ausführungen mit folgenden Worten fort:
"dennoch war er mit dem Genuß von Wein (nabīḏ) aus Kufa verbunden, dessen Übermaß berauscht. Er selbst suchte in dessen Trank nach einem Ausgleich (kāna mutʾawwilan fī šurbihi)...Das ist aber nicht Gegenstand dieser Dinge. Jeder wird gemäß seiner Aussage anerkannt oder abgelehnt. Der Fehler des Gelehrten ist kein Beispiel. Genau! Wegen seiner Handlung gemäß Iǧtihād wird er nicht getadelt. Wir bitten Gott um Vergebung."
In einem weiteren Bericht, vermittelt durch den bekannten Ḥadīṯ-Gelehrten ad-Dāraquṭnī (geb. 918; gest. 995 in Bagdad), (GAS, Band 1, S. 206–209) in der Schilderung von Sulaimān, dem Sohn von Waqīʿ, weiß man über einen Tagesablauf seines Vaters mit Koranunterricht zu berichten. Nach dem Mittagsgebet bis zur Zeit des Nachmittagsgebets gab er koranische Unterweisungen. Dann zog er sich in seine Moschee zurück, wo er das Gebet verrichtete und bis Ende des Tages Gottes gedachte. Zum Abendessen verzehrte er zu Hause rund 10 Raṭl Fleisch, begleitet von rund 10 Raṭl Wein, von dem er nach und nach etwas trank und den Rest vor sich hinstellte. Dann betete er den Rest seiner zusätzlichen Nachtgebete (ward). Nachdem er etwas gebetet hatte, trank er vom Wein, bis er alle war. Dann schlief er ein.
Der in seiner Zeit sehr bekannte Hadīth-Gelehrte Isḥāq b. Bahlūl al-Anbārī (geb. 164/780 gest. 252/866) überliefert eine Episode aus seiner Zeit als Schüler von Wakīʿ, der in der dortigen „Moschee von al-Furāt“ (masǧid al-Furāṭ) niederließ. Er bat Wakīʿ, ihm Wein in die Vorlesung mitzubringen: „während er getrunken hat, las ich ihm Ḥadīth vor. Und als (der Wein), den ich ihm gebracht habe, alle war, machte er das Licht aus. Darauf hin fragte ich ihn: ‚Was heißt das?‘ Er erwiderte: ‚Bringst du uns mehr, geben wir Dir mehr.‘“
Wakīʿ ibn al-Ǧarrāḥ zitierte im Zusammenhang mit zuhd (Askese) aus der Bibel, beispielsweise 2. Thessalonicher 3:10 mit den Worten: ‚Jeder soll so arbeiten, wie er kann; niemand kennt die Länge seines Lebens.‘

## Tod und Nachkommen
Auf seiner Rückkehr von der Ḥaǧǧ (Pilgerfahrt nach Mekka) starb Wakīʿ in der Oase Fayd im Jahr 812. Sein Sohn Sufyān war ebenfalls ein kufischer Traditionarier, allerdings mit schlechtem Ruf. Er starb in hohem Alter im Jahr 861.

## Werke
- Tafsīr al-Qurʾān (Koranexegese, benutzt von al-Thaʾlabī in seiner eigenen Koranexegese)
- al-Sunan (Hadithsammelwerk)
- al-Maʿrifa wa-t-Taʾrīḫ (Biografie- und Geschichtswerk)
- al-Muṣannaf (Hadithsammelwerk)
- al-Musnad (Hadithsammelwerk nach den Namen der Prophetengefährten kategorisiert, zitiert von Aḥmad b. Ḥanbal und Ibn Ḥadschar in al-Iṣāba fī tamyīz aṣ-ṣaḥāba)
- al-Zuhd (Überlieferungen zur Askese, Fragmente davon in der Ẓāhiriyya-Bibliothek)[28]
- Kitāb aṣ-ṣalāt (auf Papyrus erhalten)[29]